# The Mountain Man
The Mountain Man è l'EP di debutto del cantante italiano Wrongonyou, pubblicato il 18 novembre 2016 sotto l'etichetta Carosello Records.